# شاكر ستيوارت
شاكر ستيوارت (بالإنجليزية: Shakir Stewart)‏ هو منتج أسطوانات وملحن أمريكي، ولد في 12 أبريل 1974 في أوكلاند في الولايات المتحدة، وتوفي في 1 نوفمبر 2008.

## وصلات خارجية
- شاكر ستيوارت على موقع IMDb (الإنجليزية)
- شاكر ستيوارت على موقع ميوزك برينز (الإنجليزية)
- شاكر ستيوارت على موقع ديسكوغز (الإنجليزية)